# Lorena Bosch
Lorena Bosch Silva (Santiago, 13 de octubre de 1978) es una actriz chilena de teatro y televisión, conocida por sus actuaciones en el drama El señor de La Querencia y en la comedia Soltera otra vez.

## Carrera
Titulada en la escuela de teatro de la Universidad Finis Terrae.
Hizo su debut televisivo en 2006 en la telenovela Amor en tiempo récord de Televisión Nacional de Chile, interpretando a Natalia Velasco. En 2006 también interpretó a Sofía Espejo en Disparejas. Además participó en la telenovela El Señor de la Querencia en donde comenzó a ganar terreno en el mundo del espectáculo al ser reconocida por su papel homosexual, Lucrecia; una mujer revolucionaria que hace hasta lo imposible por conquistar a Herminia, papel interpretado por su gran amiga y compañera de debut Begoña Basauri.
En 2010 deja TVN y se integra a Canal 13, debutando como Mónica Parráguez en Feroz. Ese mismo año interpretó a Sandra Burr en Primera dama.
En 2011 participó en Soltera otra vez, teleserie que fue estrenada en 2012, siendo un gran éxito. Su papel, Fabiola Meneses, causó empatía con el público. Ese mismo año, participó en la serie nocturna Vida por vida en donde interpretó a Manuela Ricci y grabó la teleserie Las Vega's, interpretando a Mariana Vega; la teleserie salió al aire en 2013. Ese mismo año vuelve a interpretar a Fabiola en la segunda temporada de la teleserie Soltera otra vez.
En 2014 participó en la telenovela vespertina de Canal 13, la fracasada Valió la pena.
En 2016 se une al elenco de Preciosas, interpretando a Montserrat Flores.
En 2017, estrenando en 2018 vuelve a interpretar a Fabiola en la tercera temporada de la telenovela Soltera otra vez.
En teatro trabaja entre los años 2001-2006 en el Teatro Nacional Chileno, con obras como Círculo de tiza Caucasiano de Bertolt Brecht,  Push up 1-3 de Roland Schimelpfennig, Hijo de Ladrón, obra adaptada por Andréa Moró de la novela de Manuel Rojas. Tiempo Para Amar Tiempo Para Morir, de Fritz Kater, Canto Minor de Roland Schimmeplfennig, estrenada en Alemania, Nosotros en la Final de Marck Berck y Tartufo adaptación de Benjamín Galemiri del original de Molière.
Con la compañía de teatro Profeta Paranoia actúa en la obra Registro en 2010 y en 2013 Que no quede ni un Rescoldo ambas escritas y dirigidas por Eduardo Pavez.
En 2013 interpreta a Tia Mimi, en Paul y John, Una historia de The Beatles dirigida por Mariana Muñoz.

## Filmografía

### Cine
| Año  | Película                              | Director     |
| ---- | ------------------------------------- | ------------ |
| 2009 | El pasaporte amarillo                 | Raúl Ruiz    |
| 2010 | MP3, una película de rock descargable | Pascal Krumm |
| 2010 |                                       |              |

## Televisión
| Año       | Título                   | Papel                           | Ref. |
| --------- | ------------------------ | ------------------------------- | ---- |
| 2006      | Amor en tiempo récord    | Natalia Velasco                 |      |
| 2006      | Disparejas               | Sofía Espejo                    |      |
| 2007-2008 | El señor de La Querencia | Lucrecia Santa María            |      |
| 2009      | Los exitosos Pells       | Luciana Barahona                |      |
| 2010      | Feroz                    | Mónica Parraguez / Sofía Brunet |      |
| 2010-2011 | Primera dama             | Sandra Burr                     |      |
| 2012      | Soltera otra vez         | Fabiola Meneses                 |      |
| 2013      | Las Vega's               | Mariana Vega                    |      |
| 2013-2014 | Soltera otra vez 2       | Fabiola Meneses                 |      |
| 2014-2015 | Valió la pena            | Rosario García                  |      |
| 2016-2017 | Preciosas                | Montserrat Flores               |      |
| 2018      | Soltera otra vez 3       | Fabiola Meneses                 |      |
| 2019      | Río oscuro               | Rosa Mardones                   |      |
| 2023-2024 | Dime con quién andas     | Aurora Marambio                 |      |
| 2024      | Generación 98            | Rocío ''Pitu'' Mardones         |      |
| 2024-2025 | Los Casablanca           | Ivette Sanhueza                 |      |

| Año  | Título               | Papel          | Ref. |
| ---- | -------------------- | -------------- | ---- |
| 2008 | El día menos pensado | Jacqueline     |      |
| 2008 | Gen Mishima          | Andrea Vásquez |      |
| 2012 | Vida por vida        | Manuela Ricci  |      |
| 2014 | El hombre de tu vida | Elisa          |      |
| 2022 | La jauría 2          | Teresa         |      |

### Programas de televisión
- Síganme los buenos (Vive!, 2012) - Invitada
- Zona de Estrellas (Zona Latina, 2012) - Invitada
- Estamos invitados (Canal 13, 2014) - Invitada
- Vértigo (Canal 13, 2017) - Invitada
- Los 5 Mandamientos (Canal 13, 2021) - Invitada

## Videoclips
- Alfil - Manuel García (2010)
- Señas Largas - Mowat (2012)
- Santos de Lisboa - Tenemos Explosivos (2015)

## Radio
- Fue conductora del programa La Casetera Concierto de Radio Concierto (junio de 2014-2021), programa emitido de lunes a viernes de las 9 a las 12 horas.
- Desde septiembre de 2021 hasta febrero de 2024 condujo el programa Concierto placer en Radio Concierto emitido de lunes a viernes de 16 a 18 horas.
- Desde el 2024 conduce el programa Zoom Concierto en Radio Concierto emitido de lunes a viernes de 10 a 13 horas.

## Teatro
- El tesoro de Esopo.
- El círculo de tiza caucasiano // TNCH
- Push-up 1/3   // TNCH
- Hijo de ladrón // TNCH
- Canto Minor // TNCH
- Tiempo Para Amar Tiempo Para Morir // TNCH
- Nosotros en la final // TNCH
- Tartufo // TNCH
- Sonata para Tres
- Registro // colectivo Profeta Paranoia
- Paul & John una historia de The Beatles.
- Que no quede ni un rescoldo Colectivo Profeta Paranoia

## Premios y nominaciones
| Año  | Premio           | Categoría                          | Resultado |
| ---- | ---------------- | ---------------------------------- | --------- |
| 2013 | Copihue de Oro   | Mejor Actriz en Soltera Otra Vez 2 | Ganadora  |
| 2013 | Premios TV Grama | Mejor Actriz en Soltera Otra Vez 2 | Ganadora  |
| 2013 | Fotech           | Mejor Actriz en Soltera Otra Vez 2 | Ganadora  |